# 新秀公园站
新秀公园站是南宁轨道交通5号线的地铁车站，位于中华人民共和国广西壮族自治区南宁市西乡塘区明秀西路与新阳路交叉口，于2021年12月16日开通。

## 车站结构
新秀公园站位于明秀西路与新阳路交叉口，沿明秀西路设置，呈南北走向，为地下两层岛式站台车站，车站长359.2米，标准段宽21.7米，车站地下一层为站厅层，地下二层为站台层，站台设置全高站台门。车站北侧设有一条单渡线。
| 地面              | 出入口 | A、B、D出入口 |
| 地下一层          | 站厅   | 客服中心、自动售票机、验票机                                                                                        |
| 地下二层          | 站台   | \| \| \| █ 5号线往金桥客运站（广西大学） \| \| 島式 · 開左邊车门 \| \| \| \| \| \| █ 5号线往国凯大道（五一立交） \| |
|                   |        | █ 5号线往金桥客运站（广西大学）                                                                                     |
| 島式 · 開左邊车门 |        | |
|                   |        | █ 5号线往国凯大道（五一立交）                                                                                       |

## 出入口
新秀公园站目前开放3个出入口，各出口及周围设施如下所示：
| 编号                | 出入口信息 | 照片 | 无障碍设施 |
| ------------------- | --- | ---- | ---------- |
| A · 出口            | 明秀西路，新阳路，南宁市第三人民医院，乐阳装饰市场，西乡塘卫生局，南宁市新阳真情养老院，南宁市西乡塘区人民政府第三办公区 |      | 不適用     |
| B · 出口 · （设有） | 明秀西路，新阳路，中兴小区，中国银行，中国农业银行，中尧路小学，龙光水悦龙湾，南宁市第十五中学                           |      |            |
| D · 出口 · （设有） | 明秀西路，新阳路，南机幼儿园，南宁市新秀学校，新阳街道办事处，新秀公园，新阳路派出所，广西壮族自治区妇幼保健院           |      |            |
| 图例： 设有         | |      |            |

## 接驳交通

### 公交车
- 新阳明秀路口：34路，35路，40路，58路，205路，604路，B19路，B3路
- 明秀新阳路口：13路，84路，88路，602路，B3路

## 车站历史
本站工程名为新阳路站，正式站名为新秀公园站，以车站临近的新秀公园命名。
- 2021年12月16日，车站随5号线一期通车开通[1]。